# Morus (állatnem)
A Morus a madarak (Aves) osztályának a szulaalakúak (Suliformes) rendjébe, ezen belül a szulafélék (Sulidae) családjába tartozó nem.

## Rendszerezés
A nembe az alábbi 3 recens faj tartozik:
- szula (Morus bassanus) (Linnaeus, 1758)
- fokföldi szula (Morus capensis) (Lichtenstein, 1823)
- ausztrál szula (Morus serrator) Gray, 1843

### Fosszilis fajok
Az alábbi lista a fosszilis fajokat foglalja magába:
- Morus loxostylus (kora miocén; Kelet-USA)—hozzá tartoznak a korábban külön fajnak vélt M. atlanticus maradványai is
- Morus olsoni (középső miocén; Románia)
- Morus lompocanus (késő miocén; USA, Lompoc)
- Morus magnus (késő miocén; Kalifornia)
- Morus peruvianus (késő miocén; Peru, Pisco)
- Morus vagabundus (késő miocén; Kalifornia, Temblor)
- Morus willetti (késő miocén; Kalifornia)—korábban a Sula nembe sorolták
- Morus sp. (késő miocén; Sharktooth Hill, USA: Miller 1961)—meglehet, hogy valójában M. magnus
- Morus sp. 1 (késő miocén/kora pliocén; USA, Lee Creek Mine)
- Morus sp. 2 (késő miocé/kora pliocén; USA, Lee Creek Mine)
- Morus peninsularis (kora pliocén)
- Morus recentior (középső pliocén; USA, Kalifornia)
- Morus reyanus – (késő pleisztocén Nyugat-USA)

### Fordítás
- Ez a szócikk részben vagy egészben  a   Gannet című angol Wikipédia-szócikk ezen változatának fordításán alapul.  Az eredeti cikk szerkesztőit annak laptörténete sorolja fel. Ez a jelzés csupán a megfogalmazás eredetét és a szerzői jogokat jelzi, nem szolgál a cikkben szereplő információk forrásmegjelöléseként.